# Espeja de San Marcelino
Espeja de San Marcelino és un municipi de la província de Sòria, a la comunitat autònoma de Castella i Lleó. Comprèn les localitats de Guijosa, La Hinojosa, Orillares i Quintanilla de Nuño Pedro.